# Wikariat apostolski Chaco Paraguayo
Wikariat Apostolski Chaco Paraguayo (łac. Apostolicus Vicariatus Ciachensis in Paraquaria Natione) – wikariat apostolski Kościoła rzymskokatolickiego w Paragwaju. Jest podległy bezpośrednio pod Stolicę Apostolską. Został erygowany 11 marca 1948 roku.

## Główne świątynie
- Katedra: Katedra Matki Bożej Wspomożycielki Wiernych w Fuerte Olimpo

## Wikariusze apostolscy
- Ángel Muzzolón SDB (1948–1969)
- Alejo del Carmen Obelar Colman SDB (1969–1986)
- Zacarías Ortiz Rolón SDB (1988–2003)
- Edmundo Valenzuela SDB (2006–2011)
- Gabriel Escobar SDB (od 2013)